# Kær Herred

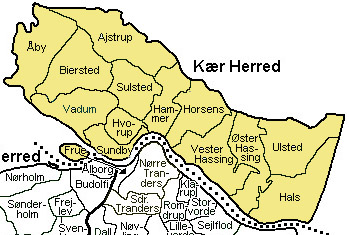
Kær Herred

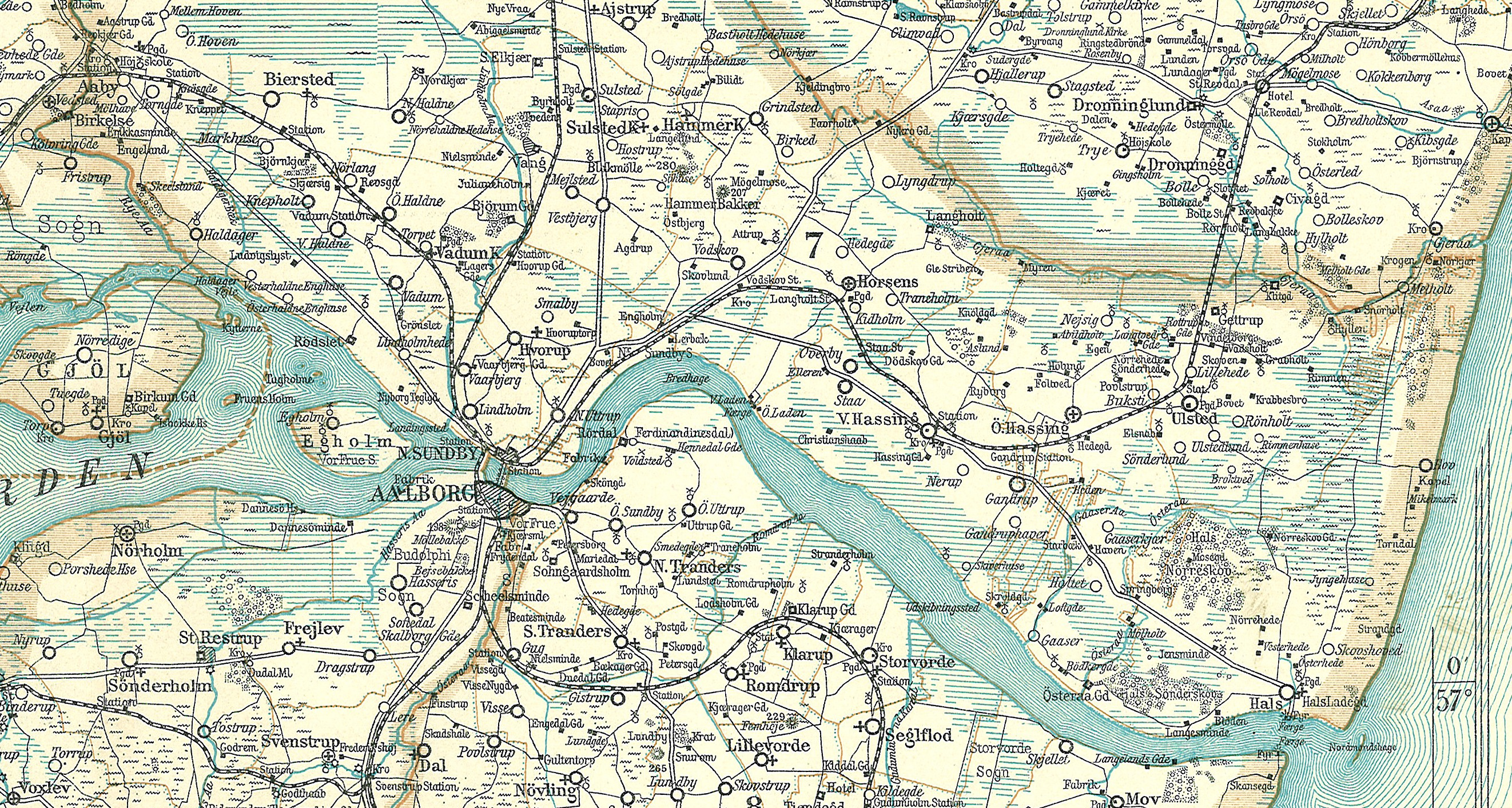
Kær Herred rond 1900

Kær Herred was een herred in het voormalige Aalborg Amt in Denemarken. In Kong Valdemars Jordbok wordt Kær vermeld als Kyærræhæreth. In 1970 werd het gebied toegevoegd aan de nieuwe provincie Noord-Jutland. 
Kær omvatte oorspronkelijk 15 parochies. Alle parochies liggen in het bisdom Aalborg. Behalve Vesterkær dat op het eiland Egholm in  Limfjorden ligt bestond Kær uit de parochies van Aalborg ten noorden van Limfjorden.
- Ajstrup
- Biersted
- Gåser (tot 2010 kirkedistrikt in Øster Hassing)
- Hals
- Hammer
- Horsens
- Hvorup
- Lindholm
- Nørresundby
- Sulsted
- Ulsted
- Vadum
- Vester Hassing
- Vesterkær, historisch bekend als Aalborg Frue Landsogn
- Vodskov
- Aaby Sogn
- Øster Hassing